# Cúp bóng đá Nam Mỹ 1987
Cúp bóng đá Nam Mỹ 1987 là Cúp bóng đá Nam Mỹ lần thứ 33, diễn ra ở Argentina từ 27 tháng 6 đến 12 tháng 7 năm 1987. Giải đấu có 10 đội tuyển tham gia, chia làm 3 bảng 3 đội để chọn ra 4 đội xuất sắc nhất lọt vào bán kết. Đương kim vô địch Uruguay bảo vệ được chức vô địch sau khi vượt qua Chile ở trận chung kết.

## Địa điểm
| Buenos AiresCórdobaRosario | Buenos Aires                                    | Córdoba                               | Rosario                          |
| -------------------------- | ----------------------------------------------- | ------------------------------------- | -------------------------------- |
| Buenos AiresCórdobaRosario | Sân vận động tượng đài Antonio Vespucio Liberti | Sân vận động Olympic Chateau Carreras | Sân vận động Gigante de Arroyito |
| Buenos AiresCórdobaRosario | Sức chứa: 67.664                                | Sức chứa: 46.083                      | Sức chứa: 41.654                 |
| Buenos AiresCórdobaRosario |                                                 |                                       |                                  |

## Vòng bảng

### Bảng A
| Đội       | St | T | H | B | Bt | Bb | Hs | Đ |
| --------- | -- | - | - | - | -- | -- | -- | - |
| Argentina | 2  | 1 | 1 | 0 | 4  | 1  | +3 | 3 |
| Perú      | 2  | 0 | 2 | 0 | 2  | 2  | 0  | 2 |
| Ecuador   | 2  | 0 | 1 | 1 | 1  | 4  | −3 | 1 |

| Argentina    | 1–1 | Perú      |
| ------------ | --- | --------- |
| Maradona 47' |     | Reyna 59' |

| Argentina                                | 3–0 | Ecuador |
| ---------------------------------------- | --- | ------- |
| Caniggia 50' · Maradona 67' (ph.đ.), 85' |     |         |

| Perú        | 1–1 | Ecuador  |
| ----------- | --- | -------- |
| La Rosa 87' |     | Cuvi 72' |

### Bảng B
| Đội       | Trận | Thắng | Hoà | Thua | BT | BB | HS | Điểm |
| --------- | ---- | ----- | --- | ---- | -- | -- | -- | ---- |
| Chile     | 2    | 2     | 0   | 0    | 7  | 1  | +6 | 4    |
| Brasil    | 2    | 1     | 0   | 1    | 5  | 4  | +1 | 2    |
| Venezuela | 2    | 0     | 0   | 2    | 1  | 8  | −7 | 0    |

| Brasil                                                                          | 5–0 | Venezuela |
| ------------------------------------------------------------------------------- | --- | --------- |
| Edú Marangón 33' · Morovic 39' (l.n.) · Careca 66' · Nelsinho 72' · Romário 89' |     |           |

| Chile                                      | 3–1 | Venezuela          |
| ------------------------------------------ | --- | ------------------ |
| Letelier 17' · Contreras 70' · Salgado 83' |     | Acosta 24' (ph.đ.) |

| Chile                              | 4–0 | Brasil |
| ---------------------------------- | --- | ------ |
| Basay 41', 68' · Letelier 48', 75' |     |        |

### Bảng C
| Đội      | Tr | T | H | B | BT | BB | HS | Đ |
| -------- | -- | - | - | - | -- | -- | -- | - |
| Colombia | 2  | 2 | 0 | 0 | 5  | 0  | +5 | 4 |
| Bolivia  | 2  | 0 | 1 | 1 | 0  | 2  | −2 | 1 |
| Paraguay | 2  | 0 | 1 | 1 | 0  | 3  | −3 | 1 |

| Paraguay | 0–0 | Bolivia |
| -------- | --- | ------- |
|          |     |         |

| Colombia                     | 2–0 | Bolivia |
| ---------------------------- | --- | ------- |
| Valderrama 34' · Iguarán 89' |     |         |

| Colombia             | 3–0 | Paraguay |
| -------------------- | --- | -------- |
| Iguarán 8' (34), 50' |     |          |

## Vòng cuối
|  | Bán kết                   | Bán kết |                           |   | Chung kết | Chung kết |
|  |                           |         |                           |   |           |           |
|  | 8 tháng 7 - Córdoba       |         |                           |   |           |           |
|  |                           |         |                           |   |           |           |
|  | Chile                     | 2       |                           |   |           |           |
|  | Chile                     | 2       | 12 tháng 7 - Buenos Aires |   |           |           |
|  | Colombia                  | 1       |                           |   |           |           |
|  | Colombia                  | 1       | Uruguay                   | 1 |           |           |
|  | 9 tháng 7 - Buenos Aires  |         | Uruguay                   | 1 |           |           |
|  |                           | Chile   | 0                         |   |           |           |
|  | Uruguay                   | Chile   | 0                         | 1 |           |           |
|  | Uruguay                   |         |                           | 1 |           |           |
|  | Argentina                 | 0       |                           |   |           |           |
|  | Argentina                 | 0       | Tranh hạng ba             |   |           |           |
|  |                           |         |                           |   |           |           |
|  | 11 tháng 7 - Buenos Aires |         |                           |   |           |           |
|  |                           |         |                           |   |           |           |
|  | Colombia                  | 2       |                           |   |           |           |
|  | Colombia                  | 2       |                           |   |           |           |
|  | Argentina                 | 1       |                           |   |           |           |

### Bán kết
| Chile                    | 2–1 (s.h.p.) | Colombia           |
| ------------------------ | ------------ | ------------------ |
| Astengo 106' · Vera 108' |              | Redín 103' (ph.đ.) |

| Uruguay       | 1–0 | Argentina |
| ------------- | --- | --------- |
| Alzamendi 43' |     |           |

### Tranh hạng ba
| Colombia               | 2–1 | Argentina    |
| ---------------------- | --- | ------------ |
| Gómez 8' · Galeano 27' |     | Caniggia 86' |

### Chung kết
| Uruguay        | 1–0 | Chile |
| -------------- | --- | ----- |
| Bengoechea 56' |     |       |

### Vô địch
| Vô địch Copa América 1987 Uruguay Lần thứ 13 |

## Danh sách cầu thủ ghi bàn
| 4 bàn - Arnoldo Iguarán 3 bàn - Diego Maradona - Juan Carlos Letelier 2 bàn - Claudio Caniggia - Ivo Basay 1 bàn - Careca - Edú Marangón - Nelsinho - Romário | - Fernando Astengo - Jorge Contreras - Sergio Salgado - Jaime Vera - Juan Jairo Galeano - Gabriel Gómez - Bernardo Redín - Carlos Valderrama - Hamilton Cuvi - Eugenio La Rosa - Luis Reyna - Antonio Alzamendi - Pablo Bengoechea - Pedro Acosta phản lưới nhà - Zdenko Morovic (trận gặp Brasil) |